# 오쿠 마사후미 (성우)
오쿠 마사후미(奥 正史, 3월 11일~)는 일본의 성우로, 지바현 출신다.